# Zarządzanie ryzykiem w przedsiębiorstwie produkcyjnym
Zarządzanie ryzykiem w przedsiębiorstwie produkcyjnym – źródło ryzyka w przedsiębiorstwie produkcyjnym znajduje się m.in. w braku wiedzy o przyszłym funkcjonowaniu przedsiębiorstwa. W przedsiębiorstwie produkcyjnym w produkcji występują surowce, materiały, półprodukty, produkty gotowe, urządzenia produkcyjne, siła robocza oraz świadczone usługi, dlatego w zakresie zarządzania ryzykiem na pierwszy plan wychodzą: produkcja, logistyka oraz badanie i rozwój.

## Specyficzne rodzaje ryzyka w przedsiębiorstwie produkcyjnym

### Ryzyko kalkulacyjne
Ryzyko kalkulacyjne inaczej przewidywalne, pozwala na transformację wydatków, które mogą powstać w trudnym do przewidzenia czasie i wysokości. Odnosi się do zbytu, jak i produkcji towarów. Cechy ryzyka przewidywalnego: losowe, nagłe, nieoczekiwane i nieregularne.

### Ryzyko zagrażające całemu przedsiębiorstwu
Ryzyko zagrażające całemu przedsiębiorstwu inaczej trudne do przewidzenia, pochodzi z zewnątrz przedsiębiorstwa. Źródła ryzyka znajdują się w coraz większej konkurencji, w złym stanie gospodarki, światowym postępie technicznym i technologicznym itp.

## Rodzaje ryzyka
Wiele rodzajów ryzyka może wystąpić w każdej części przedsiębiorstwa i mogą dotyczyć:
- zapasów
- urządzeń
- produkcji
- gwarancji
- rozwoju
- zbytu (nieotrzymane zapłaty, straty z tytułu zmiany kursu walut itp.)

Ryzyka te można połączyć w trzy grupy: produkcyjne, logistyczne oraz w badaniach i rozwoju.

### Ryzyko produkcyjne
Ryzyko występujące we wszystkich dziedzinach działalności produkcyjnej, przede wszystkim w produkcji przemysłowej, rolnej, budowlanej, jak również w działalności usługowej. W produkcji może posiadać różne kryteria podziału, np. według produktów, procesów produkcji, czynników produkcji, system planowania i sterowania procesem produkcji, system kontrolowania, i informatycznego ujęcia itp. W praktyce ważna jest ocena prawdopodobieństwa wystąpienia ryzyka oraz rozmiarów wystąpienia szkód.
- Ryzyko strategiczne skala oraz zakres skutków ryzyka strategicznego jest duża oraz odczuwalna przez wiele lat. Ryzyko to wynika z decyzji inwestycyjnych, nowych technologii, błędnej oceny czynnika synergii, programów produkcyjnych, jak również z uwarunkowań politycznych.

- Ryzyko operacyjne jest przeciwieństwem ryzyka strategicznego. Dotyczy bieżących zagadnień zarządzania przedsiębiorstwem. Utrzymuje się w krótkim przedziale czasu oraz wynika z bieżących zakłóceń procesu produkcyjnego. Ryzyko operacyjne jest trudne do przewidzenia jednak ma małe znaczenie.

- Ryzyko rynkowe wywołane jest przez zmiany wywołane przez konkurencję. Na rynku przedsiębiorca dowiaduje się czy podjęte przez niego przedsięwzięcia przyniosły sukces czy doprowadziły do klęski. Ryzyko, które się tu pojawia ma związek z zakupem czynników produkcji i ze sprzedażą wytwarzanych dóbr i usług.
- Ryzyko kapitałowe dotyczy sposobów finansowania przedsiębiorstwa, jak również odnosi się do terminowego regulowania zobowiązań. Występuje tu ryzyko braku płynności finansowej oraz występuje w przedsiębiorców korzystających z kredytów itp.

### Ryzyko logistyczne
Powstaje wraz z planowaniem strategicznym, z reguły dotyczy miejsca produkcji, analizy i oceny użytkowników, wprowadzenia lub wyłączenia działów produkcji. Relatywnie blisko związane jest z nim również operacyjne ryzyko logistyczne. Te z kolii z nastawione jest na ryzyko związane z zaopatrzeniem, produkcją lub zbyciem towarów i wynika z błędów związanych z bieżącym zarządzaniem i niekonsekwentną kontrolą. Patrząc na różne rodzaje ryzyka logistycznego, które mogą pojawić się w przedsiębiorstwie wyróżniamy:
- Ryzyko w kontaktach z dostawcami i klientami, ryzyko to w większości związane jest z asortymentem towarów i ich ilością, cenami oraz know-how. Jest to jedno z niewielu ryzyk nad którym możemy mieć kontrolę i nim sterować. Wystarczy odpowiedni personel który będzie działał na korzyść firmy i tak dobierał dostawców i wyznaczał poziom cen żeby każda ze stron była zadowolona. My jako właściciela i nasi klienci. A tym samym pamiętajmy o ryzyku przekupstwa i łapówkarstwa które może narazić firmę na stratę i utratę klientów.

- Ryzyko transportowe, przy tej formie ryzyka należy rozważyć możliwość wystąpienia kolizji, opóźnień w dostawie z przyczyn od nas nie zależnych oraz jakość i długość dostawy. Przy ocenie tego ryzyka bardzo ciężko jest określić wytyczne którymi powinna się sugerować kontrola.

- Ryzyko magazynowania w dużej mierze związane jest z długim okresem składowania materiałów oraz fazami przekazywania tychże zapasów z magazynów wyższego szczebla do niższego. Taki system powoduje coraz wyższe straty związane z kosztami utrzymania, możliwość zniszczenie, czy nawet kradzieży. A co najgorsze dla przedsiębiorstwa niską płynność schodzenia z magazynów.

- Ryzyko kosztów to ryzyko które wymaga podejmowania spójnych, logicznych i odpowiedzialnych decyzji przez uzupełniające się działy. Mianowicie wymaga to podjęcia odpowiednich działań przez chociażby dział planowania produkcji i transportu, zarządzania oraz magazynowy. Innymi słowy należy wyznaczyć taką wielkość zapasów, aby koszty z nimi związane były na jak najniższym poziomie.

### Ryzyko w badaniach i rozwoju
Ryzyko w badaniach i rozwoju to stan niepewności czy wysiłki poczynione na działania badawcze, które spowodowały utworzenie nowego produktu, projektu czy procesu są adekwatne i czy zgromadzoną wiedzę będzie można stosować w praktyce gospodarczej. A tym samym głównym zadaniem badań jest określenie potencjału przedsiębiorstw na przyszłość. W dużej mierze wiedza wynikająca z badań związana jest z ryzykiem technologicznym i rynkowym. W zakresie ryzyka technologicznego jesteśmy w stanie przewidzieć nie powodzenie wykorzystania w przyszłości nowych rozwiązań ze względu na normy prawne to przewidujące, to w przypadku ryzyka rynkowego tego przewidzieć nie możemy. Jest to związane z niepewnością czy rynek w ogóle przyjmie nasze efekty badań, gdyż są nieznane i nierozpowszechnione na większą skalę.